# Galusapulu
Galusapulu ist eine osttimoresische Aldeia im Suco Lahomea (Verwaltungsamt Maliana, Gemeinde Bobonaro). 2015 lebten in der Aldeia 167 Menschen.

## Geographie
Galusapulu bildet den Osten des Sucos Lahomea. Westlich liegt die Aldeia Lahomea. Im Norden grenzt Galusapulu an den Suco Ritabou, im Nordosten an den Suco Raifun, im Osten an den Suco Odomau und im Süden an den Suco Tapo/Memo.
Durch die Aldeia führt die Überlandstraße von Maliana nach Bobonaro. An ihr liegt an der Ostgrenze das Dorf Galusapulu und im Zentrum der Ort Raedolen.

## Politik
2023 wurde Henrique Suri Fahik zum Chefe de Aldeia gewählt.